# Запаљење рожњаче
Запаљење рожњаче или кератитис једна је од многобројних инфекција ока, коју прати поремећај вида и јак бол због надражаја великог броја чулних нервних завршетака који пружају рефлексну заштиту ока од повреда. Спада у групу тежих болести ока у поређењу са запаљењем вежњаче ока.
Иако болест може изазвати оштећење па и губоитак вида, у већини случајева  правововременом терапијом успешно се лечи без икаквих последица по вид и анатомију рожњаче. 

## Етиопатогенеза
може настати трајно замућења рожњаче.
Запаљење рожњаче ока могу изазвати вируси, бактерије, гљивице, амебе, паразити и алергени. 

### Вирусни кератитис
Међу вирусним запаљењем рожњаче издвајају се аденовирусни кератитис и кератитис изазван херпес симплекс вирусом и варичела зостер вирусом. Код аденовирусног кератитиса формирају се субепителни инфилтрати у облику новчића, а као последица болести.
Најчешћи облик вирусног запаљења рожњаче је онај изазван вирусима херпес симплекса, који се манифестује у облику рекурентног површинског кератитиса, а могу се у рожњачи јавити и лезије (улцерације) налик гранчицама (дендритични кератитис).
Зостер кератитис је ређи од кератитиса узрокованог вирусом херпес симплекса, а јавља се као компликација офталмичког облика болести, а  могу се јавити еписклеритис и увеитис. 

### Бактеријски кератитис
Бактеријски кератитис. Бактеријска инфекција рожњаче може бити последица повреде или ношења контактних сочива (Staphylococcus aureus, Pseudomonas aeruginosa, . који садржи ензиме који могу да сваре рожњачу. 
У случају нелеченог ли неадекв атно леченог бактеријског кератитиса долази до улцерације, а потом и до формирања гнојног супстрата у предњој комори ока – хипопиона.

### Гљивични кератитис
Гљивични кератитис, могу изазвати Aspergillus fumigatus и Candida albicans, и обично су удрућене са бактеријским инфекцијама, тако да је уобичајено да пацијент са инфекцијом стигне до офталмолога у лошем стању, са веома високог ризика од губитка ока.
Пошто су гљивице које инфицирају око генерално непатогене, потребни су одређени трауматски фактори да би се успоставио организам у оку. Болест се најчешће јавња код фармера, грађевинских радника, напревилне употребе контактних сочива, случајне трауме ока, након боравка у влажној средини, прашини, високој температури и ветру.

### Амебини кератитис
Амебама изазван инфекција озбиљан је облик запаљења рожњаче, који се најчешће јавља код особе које носе контактна сочива.  Обично га изазива  Acanthamoeba. Инфекцији претходе различите околности, као што је излагање контаминираној води на високим температурама, траума рожњаче или страна тела у оку. Међутим, најчешће имплициран фактор је употреба контактних сочива која делују као извор инфекције, посебно ако се не дезинфикују правилно или препорученом учесталошћу, или се користе у базенима током купања.

### Паразитима иазван кератитис
Паразитима изазван кератитис или онкоцерцијаза, позната и као речно слепило, представља болест чији је узрочник инфекција паразитским црвом Onchocerca volvulus. Болест се преноси уједом инфицирана црне муве (Simulium)  која живе у близини брзих афричких потока, па се отуда за ову болест назив „речно слепило“. Обично је потребно више уједа инфицирана црне муве да би дошло до инфекције
Речним слепилом је заражено око 17 до 25 милиона људи, при чему око 0,8 милиона има известан степен губитка вида. Највећи број инфекција се јавља у подручју Подсахарске Африке, мада има забележених случајева и у Јемену, као и у забаченим подручјима Централне и Јужне Америке. Лекар Родолфо Роблес је први повезао црве са болешћу ока 1915. године. Светска здравствена организација је ову болест сврстала међу занемарене тропске болести.

## Врсте
| Врста               | MKB-10                                                       | Карактеристике |
| ------------------- | ------------------------------------------------------------ | --- |
| Улцерозни кератитис | H16.0 (лат. keratitis ulcerosa)                              | Губитак ткива рожњаче и формирањем ранице. У ову групу запаљења спадају сва инфламаторна обољења рожњаче, осим оних наведених код стромалног кератитиса.                                                               |
| Стромални кератитис | H16.1 (лат. keratitis stromalis или keratitis parenhimatoza) | Код овог облика процес се одвија у строми рожњаче, тако да је површина рожњаче неоштећена. У ову групу кератитиса спадају: - херпетични дискиформни кератитис, - паренхимски кератитис луетичко-конгениталног порекла. |

| Врста    | Карактеристике                                                           |
| -------- | ------------------------------------------------------------------------ |
| Акутни   | - Нумуларни кератитис - Интерстицијски кератитис - Дисциформни кератитис |
| Хронични | - Неуротрофични кератитис - Кератитис мукозног плака                     |

## Клиничка слика
Клиничка слика запаљења рожњаче зависи од степена реакција рожњаче на штетни агенс и манифестује се појавом инфилтрата са или без улцерација (чирева). 
На почетку болести симптоми су врло често слични конјуктивитису: 
- преосетљивост ока на светлост (фотофобија),
- црвенило конјунктива,
- осећај нелагодности у оку, који касније и у тежим случајевима прелази у јак бол,
- губитак вида и присуство гноја у предњој комори ока (хипопион).

Како запаљење може оштетити рожњачу то доводи и до поремећаја вида. Може се јавити и пуцање рожњаче, што може резултовати ендофталмитисом (запаљења ока), али и губитком целог ока. 

## Дијагноза
На основу појаве бола, фотофобије, сузења, свраб и промене видне оштрине, може се посумњати на кератитис. Добро узетом анамнезом, испитивање видне оштрине и биомикроскопојом (којом се могу уочити дефекти епитела, епителни едем, као и површинска и интерстицијска васкуларизација), поставља се дијагноза кератитиса.

## Терапија
Бактеријски кератитис
У случају бактеријског кератитиса, антибиотици се примењују у облику честог испирања раствором антибиотика. Испод завоја је обавезно давање ињекција антибиотика, могућа је и комбинација два антибиотика. 
Вирусни кератитис
Код вирусног кератитиса (херпес симплекс и зостер кератитис) лечење је неспецифично, и заснива се на примени ацикловиром уз допунску симптоматски терапију, антибиотских масти и топлих сувих облога. Обавезна је и примена мидриатике, а понекад и кортикостероида.
Гљивични кератитис
У лечењу гљивичног или микотичног кератитиса користе се антимикотични лекови, за локалну употребу.
Алергијски кератитис
Алергијски кератитис се лече етиолошки, уз примену кортикостероида у облику капи.
Неуропаралитички кератитис
Лечење неуропаралитичког кератитиса је веома тешко и изводи се мултидисциплинарно од стране офталмолога и  неурологом. 

## Спољашње  везе
- Facts About the Cornea and Corneal Disease The National Eye Institute (NEI)

|  | Молимо Вас, обратите пажњу на важно упозорење у вези са темама из области медицине (здравља). |